# Tillandsia pacifica
Tillandsia pacifica är en gräsväxtart som beskrevs av Renate Ehlers. Tillandsia pacifica ingår i släktet Tillandsia och familjen Bromeliaceae. Inga underarter finns listade i Catalogue of Life.